# Костич, Лаза
Ла́за Ко́стич (серб. Laza Kostić, Лаза Костић; 31 января 1841 — 26 ноября 1910) — сербский поэт, писатель, адвокат, философ, полиглот, публицист и политик. Один из ярчайших представителей сербской литературы и самый известный поэт сербского романтизма. За свои либеральные взгляды подвергался арестам и преследованиям.
Автор любовной и патриотической лирики, баллад, исторических трагедий, в том числе, «Maksim Crnojević», философско-эстетических исследований. Поэты авангарда XX века считали его своим предтечей. Кроме того, Л. Костич занимался переводами поэзии и драматургии с древнегреческого, французского, немецкого, английского языков. Действительный член Сербской академии наук и искусств. 

## Биография

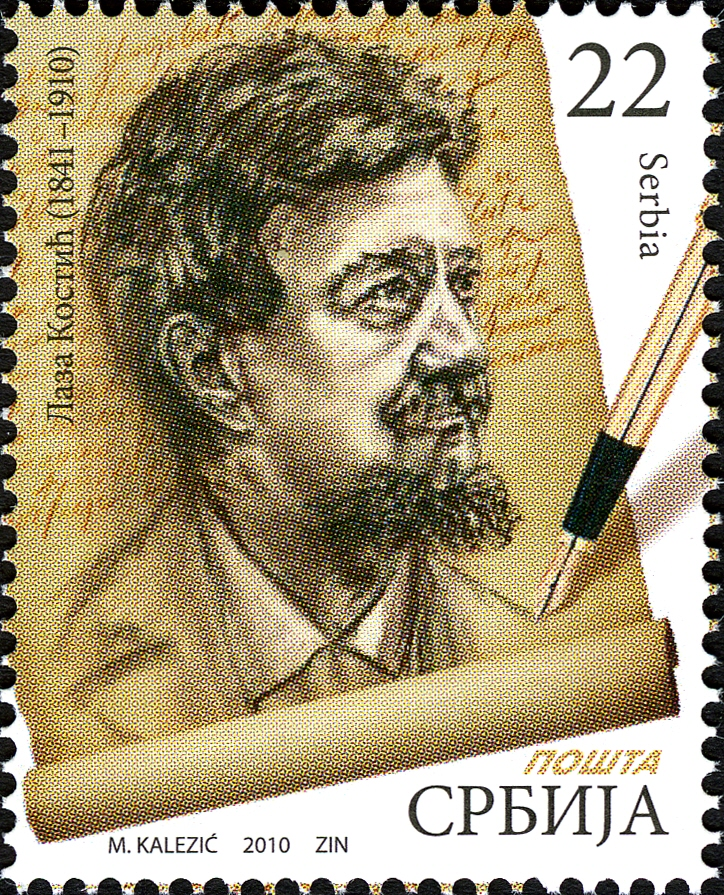
Почтовая марка Сербии 2010 года, посвящённая к 100-летию со дня смерти Лазы Костич

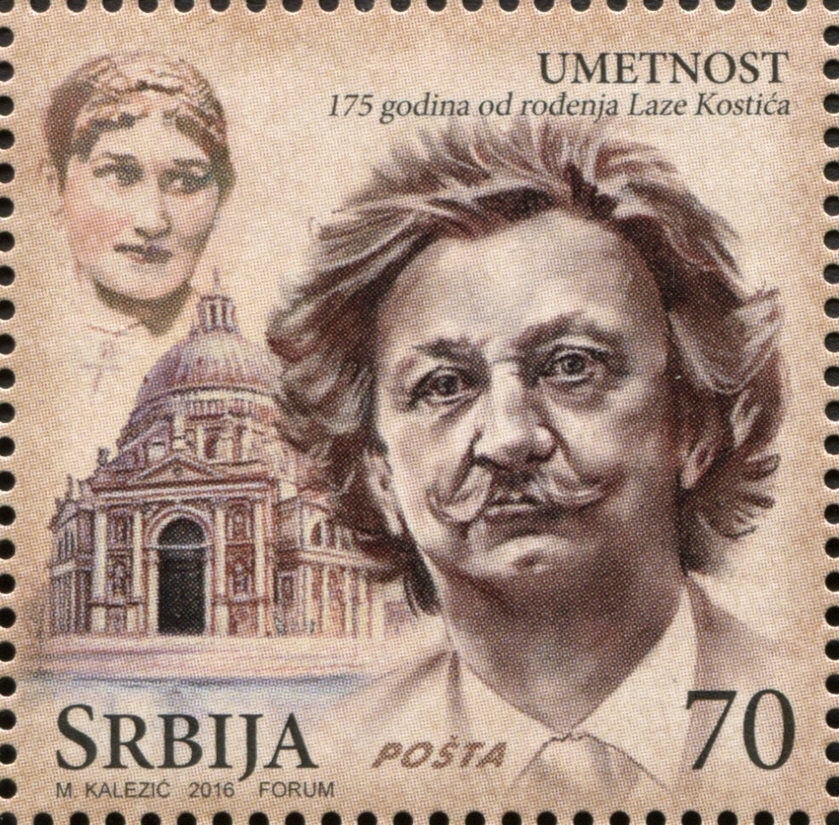
Почтовая марка Сербии 2016 года, посвящённая к 175-летию со дня рождения Лазы Костич

Родился 31 января 1841 года в семье офицера австрийской армии, в тогдашней Австро-Венгрии, в селении Ковиль в окрестностях Нови-Сада, что в области Бачка в Воеводине. В 1864 году окончил юридический факультет университета в Пеште, защитил докторскую диссертацию по юриспруденции. Был активным участником сербского молодежного культурно-образовательного движения «Омладина» (1866—1872), ставящего своей целью объединение и независимость всех частей сербского народа (сербск. о́младина — молодое поколение, молодёжь). За свои политические и общественные взгляды преследовался австрийскими властями, дважды подвергался тюремному заключению. Впервые был арестован по ложному обвинению в соучастии в убийстве князя Михаила Обреновича, а второй — за пламенную антиавстрийскую речь произнесённую им в Белграде по случаю провозглашения совершеннолетия князя Милана Обреновича.
Переменил множество профессий и занятий. Работал учителем латинского и немецкого языков в гимназии в Новом-Саде, нотариусом, адвокатом, судьёй, работником нескольких литературных и общественно-политических журналов, редактором газет. Был секретарём сербского посольства в России, советником черногорского князя Николы I. 27 февраля 1883 года был избран членом Сербского научного общества, а 26 января 1909 года действительным членом Сербской королевской академии.
Умер 26 ноября 1910 года в австрийской Вене, похоронен на похоронен на Большом православном кладбище в Сомборе.

## Творчество

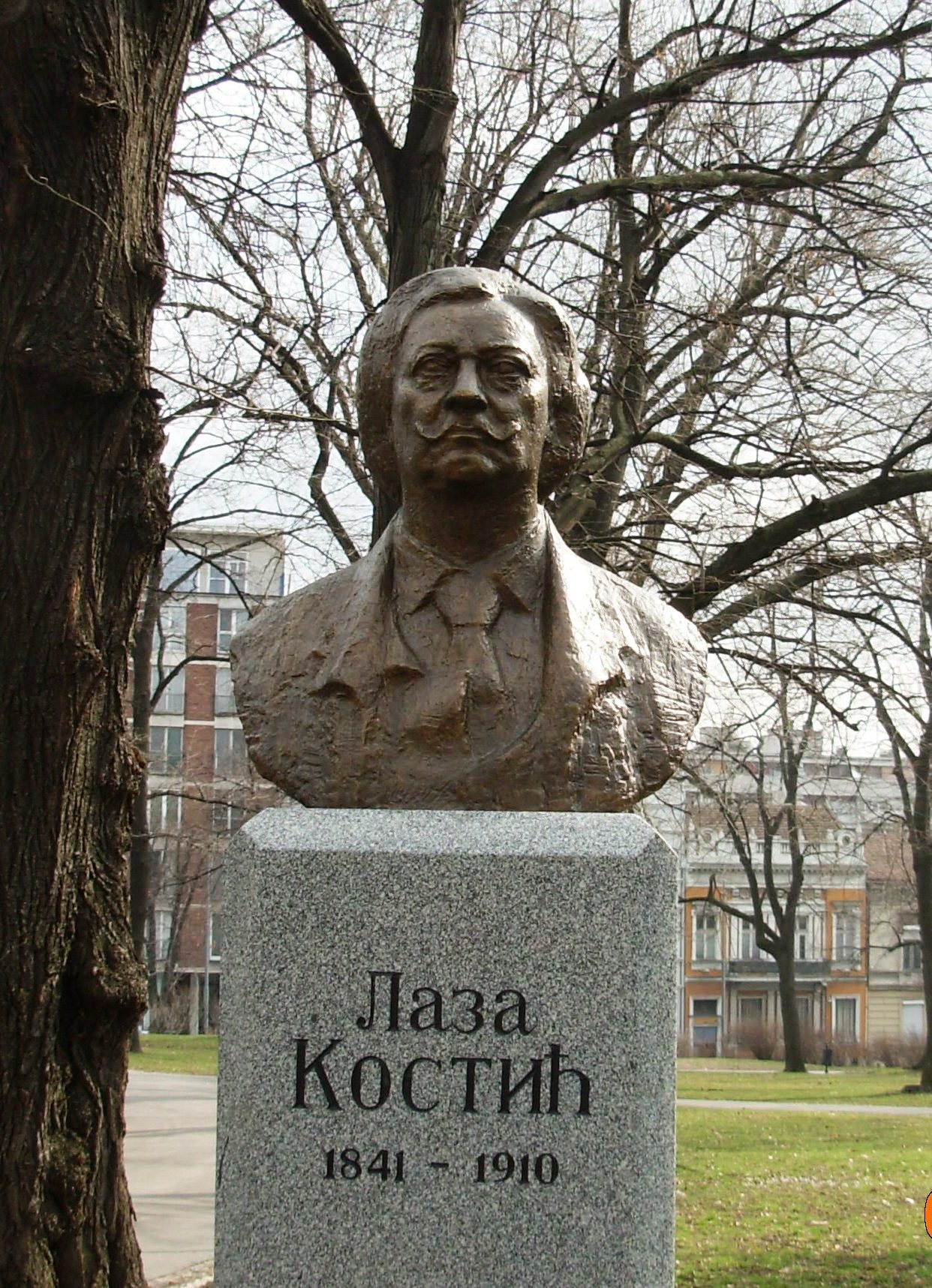
Бюст Л. Костичу в Белграде

Лаза Костич расценивается как самый известный представитель сербского романтизма. По характеристике литературоведа М. Л. Карасёвой: «поздний романтик на пороге модерна, человек духовно независимый, свободомыслящий и упрямый, всецело погружённый в творчество». Написал около 150 лирических и свыше 20 эпических стихотворений и поэм, важное место в его творчестве также занимают баллады и романсы, а также рассказы. Издал три сборника «Стихов» (1873, 1874, 1909), в которых сумел соединить фольклорные элементы с образцами классической и европейской поэзии. Считается, что именно он первым ввёл в сербскую поэзию античные мотивы и образы (аллегорические стихотворении «Разговор», «Прометей», «Адриатический Прометей» и другие). Также экспериментировал с формой, в частности, в области свободного стихосложения. Уже вполне модернистскими можно признать стихотворения «Между явью и сном», «Возникновение песни» (оба — 1863). В исторических драмах «Максим Црноевич» (1866) и «Пера Сегединац» (1882) создал образ «сербского Гамлета». Занимался переводами поэзии и драматургии с древнегреческого (Гомер), французского (Ж.-Б. Мольер), немецкого (Г. Гейне), английского (У. Шекспир), венгерского (Й. Киш). По словам сербского писателя Любомира Симовича, в отношении разносторонней фигуры Лазы Костича всё смущает «и биография, и поэзия», а также «огромный объём его знаний, помноженный на впечатляющую активность, и многогранность его таланта и его интересов».